# Liste der Nummer-eins-Hits in Schweden (2004)
Diese Liste enthält alle Nummer-eins-Hits in Schweden im Jahr 2004. Es gab in diesem Jahr 22 Nummer-eins-Singles und 30 Nummer-eins-Alben.
| Singles | Alben |
| --- | --- |
| - Markoolio – Vilse i skogen - 2 Wochen (19. Dezember 2003 – 1. Januar 2004, insgesamt 7 Wochen; → 2003) - Outkast – Hey Ya! - 1 Woche (2. Januar – 8. Januar) - Sara Löfgren – Starkare - 1 Woche (9. Januar – 15. Januar) - The Black Eyed Peas – Shut Up - 3 Wochen (16. Januar – 5. Februar) - Limp Bizkit – Behind Blue Eyes - 1 Woche (6. Februar – 12. Februar) - Sandra Dahlberg – Kom Hem Hel Igen - 1 Woche (13. Februar – 19. Februar) - Günther & The Sunshine Girls – Ding Dong Song - 3 Wochen (20. Februar – 11. März) - Eamon – F**k It (I Don't Want You Back) - 2 Wochen (12. März – 25. März) - Lena Philipsson – Det Gör Ont - 7 Wochen (26. März – 13. Mai) - Günther & The Sunshine Girls – Teeny Weeny String Bikini - 1 Woche (14. Mai – 20. Mai) - Markoolio – In Med Bollen - 1 Woche (21. Mai – 27. Mai) - Gyllene Tider – Tuffa Tider (För En Drömmare) / En Sten Vid En Sjö I En Skog - 3 Wochen (28. Mai – 17. Juni) - Nic & the Family – Hej Hej Monika - 3 Wochen (18. Juni – 8. Juli, insgesamt 4 Wochen) - Raymond & Maria – Ingen vill veta var du köpt din tröja - 1 Woche (9. Juli – 15. Juli, insgesamt 5 Wochen) - Nic & The Family – Hej Hej Monika - 1 Woche (16. Juli – 22. Juli, insgesamt 4 Wochen) - Raymond & Maria – Ingen vill veta var du köpt din tröja - 4 Wochen (23. Juli – 19. August, insgesamt 5 Wochen) - Haiducii – Dragostea din tei - 5 Wochen (20. August – 23. September) - Lars Winnerbäck – Elegi - 1 Woche (24. September – 30. September) - Arash – Boro Boro - 1 Woche (1. Oktober – 7. Oktober, insgesamt 2 Wochen) - The Soundtrack of Our Lives – Bigtime - 1 Woche (8. Oktober – 14. Oktober) - Arash – Boro Boro - 1 Woche (15. Oktober – 21. Oktober, insgesamt 2 Wochen) - Elin Lanto – I Won’t Cry - 3 Wochen (22. Oktober – 10. November, insgesamt 4 Wochen) - Eric Prydz – Call On Me - 1 Woche (11. November – 17. November, insgesamt 2 Wochen) - Elin Lanto – I Won’t Cry - 1 Woche (18. November – 24. November, insgesamt 4 Wochen) - Günther feat. Samantha Fox – Touch Me - 1 Woche (25. November – 1. Dezember) - Eric Prydz – Call on Me - 1 Woche (2. Dezember – 8. Dezember, insgesamt 2 Wochen) - Daniel Lindström – Coming true - 7 Wochen (9. Dezember 2004 – 26. Januar 2005) | - Markoolio – I skuggan av mig själv - 2 Wochen (19. Dezember 2003 – 1. Januar 2004) - Peter Jöback – Jag kommer hem igen till Jul - 1 Woche (2. Januar – 8. Januar, insgesamt 6 Wochen; → 2002 und 2003) - Carola – Guld Platina & Passion – det Bästa - 1 Woche (9. Januar – 15. Januar, insgesamt 2 Wochen; → 2003) - No Doubt – The Singles 1992–2003 - 1 Woche (16. Januar – 22. Januar) - Per Gessle – Mazarin - 2 Wochen (23. Januar – 5. Februar, insgesamt 13 Wochen; → 2003) - Sara Löfgren – Starkare - 2 Wochen (6. Februar – 19. Februar) - Norah Jones – Feels Like Home - 5 Wochen (20. Februar – 25. März) - George Michael – Patience - 1 Woche (26. März – 1. April) - Marit Bergman – Baby Dry Your Eye - 1 Woche (2. April – 8. April) - Anastacia – Anastacia - 1 Woche (9. April – 15. April, insgesamt 2 Wochen) - Gyllene Tider – GT 25 – samtliga hits - 1 Woche (16. April – 22. April) - Anastacia – Anastacia - 1 Woche (23. April – 29. April, insgesamt 2 Wochen) - Agnetha Fältskog – My Colouring Book - 2 Wochen (30. April – 13. Mai) - Peter Jöback – Det här är platsen - 1 Woche (14. Mai – 20. Mai) - Morrissey – You Are the Quarry - 2 Wochen (21. Mai – 3. Juni) - Vikingarna – Bästa kramgoa låtarna - 2 Wochen (4. Juni – 17. Juni) - Gyllene Tider – Finn 5 fel! - 6 Wochen (18. Juni – 29. Juli, insgesamt 7 Wochen) - The Hives – Tyrannosaurus Hives - 1 Woche (30. Juli – 5. August) - Gyllene Tider – Finn 5 fel! - 1 Woche (6. August – 12. August, insgesamt 7 Wochen) - Lena Philipsson – Det gör ont en stund på natten men inget på dan - 5 Wochen (13. August – 16. September) - Benny Anderssons Orkester – Bao! - 1 Woche (17. September – 23. September) - Lisa Ekdahl – Olyckssyster - 1 Woche (24. September – 30. September) - John Fogerty – Deja vu – All Over Again - 1 Woche (1. Oktober – 7. Oktober) - Lars Winnerbäck – Vatten under broarna - 1 Woche (8. Oktober – 14. Oktober) - Magnus Uggla – Den tatuerade generationen - 1 Woche (15. Oktober – 21. Oktober) - The Soundtrack of Our Lives – Origin, Vol. 1 - 1 Woche (22. Oktober – 27. Oktober) - R.E.M. – Around the Sun - 1 Woche (28. Oktober – 3. November) - Marie Fredriksson – The Change - 2 Wochen (4. November – 17. November) - Ulf Lundell – Ok Baby ok - 1 Woche (18. November – 24. November) - Peter Jöback & Göteborgs Symfoniker – Storybook - 1 Woche (25. November – 1. Dezember) - U2 – How to Dismantle an Atomic Bomb - 3 Wochen (2. Dezember – 22. Dezember) - Daniel Lindström – Daniel Lindström - 2 Wochen (23. Dezember 2004 – 5. Januar 2005) |